# L'Abeille américaine
Pour les articles homonymes, voir L'Abeille.
L'Abeille américaine est un journal créé à Philadelphie par Jean-Simon Chaudron et financé par Stephen Girard au début du XIXe siècle pour l'importante communauté des réfugiés français de Saint-Domingue en Amérique. Il choisit le nom de L'Abeille car c'était l'emblème du Premier Empire.
L'Abeille américaine était aussi vendu à La Nouvelle-Orléans mais il s'agissait d'un journal fondé par un ami de Jean-Simon Chaudron et qui a existé pendant un peu plus d'un siècle, tandis que Le Courrier des États-Unis visait la communauté francophone de New York. 
La revue sera imitée par L'Abeille canadienne, revue hebdomadaire encyclopédique « destinée à l'instruction du peuple », qui voit le jour à Montréal sous le contrôle d'Henri Mézière (1833-1834) et se présente comme une compilation de textes tirés principalement de revues européennes.